# Massacre de Dos Erres
Le massacre de Dos Erres du 6 décembre 1982 eut lieu dans le village homonyme, situé à La Libertad, dans le département du Petén, tout au nord du Guatemala, quelques mois après le massacre de Plan de Sánchez.
Plus de 250 personnes (hommes, femmes et enfants, y compris bébés) – peut-être 300 – furent tuées lors de ce massacre perpétré par des membres des forces spéciales Kaibiles, spécialisées dans la contre-insurrection et qui s'étaient déguisés aux fins de se faire passer pour des guérilleros. Fondé en 1978 dans le cadre du programme de colonisation promu par l'agence Fomento y Desarrollo de Petén, le village abritait entre 300 et 350 habitants en décembre 1982.
Ce massacre, qui devait ainsi être attribué à la guérilla dans le cadre d'une tactique false flag, prenait place dans une politique générale de terre brûlée menée par la dictature d'Efraín Ríos Montt.
Une plainte a été déposée en 1994 au Guatemala, menant à l'ouverture d'une procédure judiciaire qui, transitant par la Cour interaméricaine des droits de l'homme, demeure en cours en 2010, aucun suspect n'ayant été à ce jour condamné.
La Commission pour l'éclaircissement historique a attribué à l'État 626 massacres au cours d'une guerre civile ayant fait 200 000 victimes, dont la plus grande partie entre 1978 et 1983.

## Le massacre et les conclusions américaines
Début 1982, des membres de la guérilla des Fuerzas Armadas Rebeldes (FAR) avaient fait des incursions dans la localité voisine de Las Cruces pour tenir une assemblée et réunir des vivres. La présence militaire augmenta alors, et les tensions aux Dos Erres augmentèrent après le massacre à Los Josefinos d'avril 1982, perpétré par l'armée.
En septembre 1982, les FAR attaquèrent la caserne de Las Cruces, conduisant l'armée à créer une milice d'autodéfense (dite « patrouille de défense civile ») à Las Cruces et à Las Dos Erres. Les militaires voulaient que la patrouille de Las Dos Erres soit utilisée pour patrouiller à Las Cruces, ce qui suscita un refus des habitants, qui n'acceptèrent la création d'une patrouille que dans la mesure où celle-ci servait à défendre leur village, refusant de laisser leurs familles seules. Ceci mena les militaires à les accuser d'être proche des guérilleros.
Le 6 décembre 1982, les Kaibiles, débarquant dans le village vers 2h du matin, séparèrent d'abord les hommes des femmes et enfants; ceux-là furent torturés et celles-ci d'abord enfermées, avec les enfants, dans l'église évangélique, puis violées (y compris des filles de 12-13 ans). Durant toute la durée du massacre, l'armée ne quittant les lieux que le 8 décembre, le village était encerclé, l'armée laissant les civils entrer avant de les exécuter.
Les meurtres commencèrent dans l'après-midi, les cadavres (y compris enfants en bas âge) étant jetés dans des puits. Ces massacres durèrent jusqu'au 7 décembre : la quasi-totalité du village fut tuée, avec plus de 250 morts (251 selon la plainte déposée devant la Cour interaméricaine des droits de l'homme , mais « environ 300 » selon l'accord signé par le gouvernement avec les représentants des victimes le 1er avril 2000 ), tandis que le village lui-même fut rasé.
Le guide ayant mené les militaires au village, un ex de la guérilla selon le rapport de la CIDH, a été tué quelques jours plus tard, un militaire ordonnant de couper à vif un bout de chair et le mangeant, avant que le guide ne fût jeté dans le feu.
Quelque temps après le massacre, des officiels de l'ambassade des États-Unis s'étant rendus sur place, fin décembre 1982 et en présence du consul canadien Alexander Graham, conclurent, dans des documents alors classifiés, que seule l'armée guatémaltèque avait pu faire disparaître ce village.
Le rapport de la Commission interaméricaine des droits de l'homme conclut que :
«  le massacre de Las Dos Erres a été planifié et exécuté dans le cadre d'une politique de la « terre brûlée » (tierra arrasada) dirigée par l'État du Guatemala contre la population qu'elle considérait comme « ennemi interne » »
Citant le rapport de la Commission pour l'éclaircissement historique, la CIDH définissait cette dernière notion comme un « composant central de la doctrine de la sécurité nationale » qui s'était répandue dans l'armée à partir des années 1960, à l'instigation des États-Unis qui l'avaient propagé dans la majorité des forces armées d'Amérique latine dans le cadre de la guerre froide.
L'un des deux enfants ayant survécu au massacre, âgé de cinq ans, fut adopté par un des kaibiles, selon un scénario analogue à celui des « bébés volés » de la dictature argentine. C'est le même qui a témoigné plus tard devant la CIDH.
Un mois après le massacre, l'un des soldats devint instructeur à l'École militaire des Amériques de Panamá .

## Processus judiciaire et postérité politique
En juin 1994, Aura Elena Farfán, la présidente de la FAMDEGUA (Association des familles des disparus du Guatemala) portait plainte au Guatemala,, suivi, en décembre 1994, d'une plainte du Bureau des droits de l'homme de l'archidiocèse de Guatemala devant la Commission interaméricaine des droits de l'homme (CIDH) . Après l'annulation de la plainte, en 1995, par le Bureau de l'archidiocèse, une nouvelle plainte fut déposée devant la même instance, en 1996, par le même Bureau, avec le CEJIL (Centre d'études juridiques et de droit international) , et trois ans plus tard, la FAMDEGUA fut intégrée à la plainte.
L'équipe argentine d'anthropologie judiciaire (en) déposa en 1995 son rapport sur le massacre.
En 1997, dans une réponse à la CIDH, le président Arzú reconnaissait qu'il était impossible d'ignorer ce qui s'était passé à Dos Erres et la nécessité juridique et éthique de rechercher les coupables.
En avril 2000, le gouvernement guatémaltèque conclu un accord à l'amiable avec la Commission interaméricaine des droits de l'homme (CIDH), saisie de l'affaire . Celui-ci stipulait notamment qu'aucune condamnation du Guatemala n'aurait lieu si celui-ci s'engageait à mettre en œuvre des poursuites judiciaires contre les suspects éventuels, les conditions se résumant dans le triptyque vérité/justice/réparations . Un monument commémoratif et un film documentaire étaient prévus par cet accord.
Le président Alfonso Portillo reconnu en août 2002 la responsabilité de l'État dans ce massacre, s'engageant par ailleurs à dédommager les familles des victimes. Celles-ci avaient été partiellement financièrement dédommagées en décembre 2001, l'accord prévoyant une compensation de 14,5 millions de quetzals  (en mai 2010, cette somme serait équivalente à environ 1,46 million d'euros).
Cependant, à la suite de l'absence de poursuites effectives, la Commission saisit en juillet 2008 la Cour interaméricaine des droits de l'homme pour se prononcer sur ce dossier (no 11 682). Elle accuse notamment le Guatemala de violation de l'art. 8 et 25 de la Convention américaine relative aux droits de l'homme, soit du non-respect du droit à un procès équitable et du droit à la protection judiciaire, lié à la violation de l'art. 1(1) (droit à la vie).
En décembre 2008, Amnesty International déplorait encore l'absence de condamnations contre quelque responsable que ce soit de ce massacre; les poursuites engagées au Guatemala étaient en cours et, selon l'ONG, « paralysées » (plus de 30 appels ont été effectués par la défense depuis 1994, et 49 autres procédures judiciaires utilisées afin de freiner le processus) . Des membres de la FAMDEGUA manifestaient afin d'obtenir justice.
Selon un témoignage et une déposition obtenue par Amnesty, le massacre aurait été ordonné par un agent des renseignements de la base militaire de Santa Elena afin de couvrir le viol, quelques heures plus tôt, d'une femme du village par un autre officier. Cette allégation, probablement le fruit d'une confusion, contredit cependant le témoignage d'un kaibile ayant participé au massacre et cité dans le rapport de la CIDH, selon lequel le massacre avait été prévu dès début décembre.
En 2009, la CIDH jugea que la loi d'amnistie de 1996 ne s'appliquait pas aux crimes les plus graves commis lors de la guerre civile.
Des enquêtes furent alors initiées aux États-Unis contre des personnes soupçonnées d'avoir participé à ce massacre. En mai 2010, Gilberto Jordan, naturalisé américain et ex-membre des Kaibiles, a été arrêté en Floride par les services des douanes (U.S. Immigration and Customs Enforcement). Il est accusé d'avoir participé à ce massacre (et même d'avoir jeté un bébé dans un puits). Il fut condamné, en Floride, à dix ans de prison en septembre 2010, pour avoir menti aux autorités américaines lors de sa demande de naturalisation. Pedro Pimentel Rios, instructeur des Kaibiles qui s'était enfui en Californie, fut également arrêté en mai 2010 puis extradé au Guatemala en juillet 2011. Jorge Sosa, arrêté au Canada, fait l'objet d'une demande d'extradition de la part du Guatemala et de l'Espagne .
L'ONG National Security Archive a alors publié des documents déclassifiés obtenus à travers le Freedom of Information Act (FOIA) dans le cadre du projet Guatemala, et montrant que les autorités des États-Unis avaient rapidement établi la responsabilité de l'armée guatémaltèque dans ce massacre.
Le 13 mars 2012, Pedro Pimentel est condamné par la justice guatémaltèque à 6 060 ans de prison, soit 30 années de prison pour chacun des meurtres qu'il a commis, ainsi que 30 années de plus pour crime contre l'humanité et « atteinte à la sécurité de l'État. »